# Édouard-Henri Avril

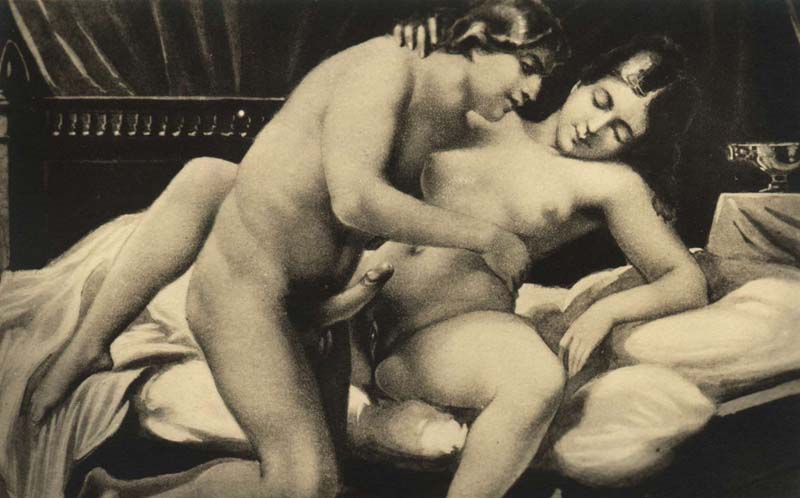
Édouard-Henri Avril (pod pseudonymem Paul Avril) – ilustrace básní Pietra Aretina.

Édouard-Henri Avril (21. května 1849, Alžír – 1928, Le Raincy) byl francouzský malíř a komerční umělec. Pod pseudonymem ilustroval erotickou literaturu.
Avril v letech 1874–1878 studoval na École des Beaux-Arts (Akademii krásných umění) v Paříži, poté vystavoval v různých pařížských salonech. Když získal zakázku ilustrovat román Fortunio od Théophila Gautiera, přijal pseudonym Paul Avril. Brzy získal určité jméno a s ním mnoho dalších zakázek na ilustrování děl důležitých autorů tzv. „galantní literatury“ erotické povahy. Tyto knihy byly prodávány na objednávku v malých edicích, sběrateli velmi žádaných.
Avril ilustroval mezi jinými i romány Salambo od Gustava Flauberta a Fanny Hill (John Cleland) a řadu dalších děl od známých autorů Jean Baptiste Louvet de Couvray, Pietro Aretino aj.).
Jeho dílo vyvolávalo bouřlivé emoce, neboť balancovalo na hranici umění a pornografie.